# Pokémon Diamant Étincelant et Perle Scintillante
Pokémon Diamant Étincelant et Pokémon Perle Scintillante (ポケットモンスター ブリリアントダイヤモンド・シャイニングパール, Poketto Monsutā Buririanto Daiyamondo & Shainingu Pāru) sont deux jeux vidéo de rôle de la série principale développés par ILCA, Inc. et édités par The Pokémon Company et Nintendo. 
Révélés le 26 février 2021 en même temps que Légendes Pokémon : Arceus lors d'un Pokémon Presents diffusé en marge de la « journée Pokémon », ils sortent mondialement en novembre 2021 sur Nintendo Switch. Ces jeux sont des remake des jeux Pokémon Diamant et Perle sortis en 2007 sur Nintendo DS.

## Synopsis
À l'instar des jeux Pokémon Diamant et Perle, les jeux Pokémon Diamant Étincelant et Pokémon Perle Scintillante se déroule dans la région de Sinnoh, basée sur la région japonaise d'Hokkaidō. Insulaire, elle est constituée de quatorze villes peuplées par des humains et de routes terrestres et maritimes qui les relient entre elles. Chaque zone géographique de la région est habitée par différentes espèces de créatures appelées Pokémon.
Si le joueur prend le personnage masculin, Louka de Bonaugure est le protagoniste de Pokémon Diamant et Perle, sinon ce sera Aurore, le protagoniste féminin et personnage important de la série. Louka ou Aurore vit à Bonaugure, dans la région de Sinnoh. Un jour, alors qu'il/elle promène avec son meilleur ami Barry, il/elle tombe sur une mallette contenant des Poké Balls. Tout d'un coup, des Étourmi les attaquent, lui/elle et Barry. Les deux enfants se servent d'un des Pokémon dans la mallette pour vaincre les Étourmi. Les Pokémon sont Tortipouss, Ouisticram et Tiplouf. Le professeur Sorbier, qui est le propriétaire des Pokémon, décide de le leur confier comme « Pokémon de départ ».
Tout au long du jeu, les deux personnages devront déjouer les plans maléfiques de la Team Galaxie, qui tente de s'approprier le Pokémon légendaire Dialga ou Palkia, selon la version, afin de créer un nouvel univers.

## Système de jeu

### Nouveautés
Le joueur peut accéder à des souterrains comme dans les versions Diamant, Perle et Platine, cependant, ils sont plus grands et le joueur peut désormais capturer des Pokémon dont certaines espèces sont trouvables uniquement dans ces souterrains.

### Graphisme
Ces jeux Pokémon bénéficient d'une refonte graphique par rapport à ses versions originales, ainsi le jeu est dans un style 3D chibi (ou super deformed) lors des phases d'exploration. Lors des combats le style des personnages, toujours en 3D, est plus réaliste comme sur les précédents jeux Pokémon en 3D.

## Développement
Le 26 février 2021 (16 h heure française), les deux jeux sont officiellement annoncés lors d'un Pokémon Presents organisé dans le cadre du 25e anniversaire de la franchise Pokémon. Ces deux jeux sont alors prévus pour la fin de l'année 2021 et permettent de parcourir la région de Sinnoh dans une nouvelle mouture des jeux Pokémon Diamant et Perle sortis en 2007 sur Nintendo DS,.

## Accueil
Le jeu se classe premier des ventes au Japon durant les six semaines qui suivent sa sortie.
Nintendo annonce que les deux jeux ont fait 6 millions de ventes à travers le monde durant la première semaine de commercialisation, ventes dématérialisée comprises.